# Ixerba brexioides
Ixerba brexioides – gatunek z monotypowego rodzaju Ixerba A.Cunn., Ann. Nat. Hist. 3: 249 (1839) z rodziny Strasburgeriaceae. Jest to zimozielone drzewo występujące w nizinnych lasach na nowozelandzkiej Wyspie Północnej.

## Morfologia
PokrójZimozielone drzewo osiągające 15 m wysokości. Włoski na pędach jednokomórkowe, T-kształtne.
LiścieSkrętoległe, naprzeciwległe i okółkowe. Pojedyncze, bez przylistków, z blaszką gruczołowato piłkowaną.
KwiatyObupłciowe, promieniste, skupione w szczytowych baldachogronach. Działek kielicha jest 5. Płatków korony jest zwykle 5. Pręcików jest 5, ich nitki są cienkie. Między nasady nitek pręcików wnikają łatki dysku znajdującego się u podstawy zalążni. Ta ma kształt stożkowaty, jest górna lub wpół dolna i powstaje zwykle z 5 zrośniętych owocolistków. Tworzą one odpowiednią liczbę komór zawierających po dwa zalążki. Ze szczytu zalążni wyrasta szyjka słupka zwieńczona łatkowatym znamieniem.
OwoceDuże, jajowate i skórzaste torebki 5-komorowe. Zawierają okazałe, błyszczące nasiona otoczone osnówką.

## Systematyka
W systemach APG gatunek i rodzaj siostrzany dla Strasburgeria robusta, wraz z którym tworzy rodzinę Strasburgeriaceae w obrębie rzędu Crossosomatales. W niektórych ujęciach (np. w systemie Takhtajana z 2009) wyodrębniany był w monotypową rodzinę Ixerbaceae w obrębie rzędu Desfontainiales.